# Radětice (district de Příbram)
Pour les articles homonymes, voir Radětice.
Radětice (en allemand : Radietitz ou Radetitz) est une commune du district de Příbram, dans la région de Bohême-Centrale, en République tchèque. Sa population s'élevait à 190 habitants en 2020.

## Géographie
Radětice se trouve à 8 km au sud-est de Příbram et à 55 km au sud-ouest de Prague.
La commune est limitée au nord par Milín, à l'ouest, au nord et à l'est, et par Pečice à l'ouest.

## Histoire
La première mention écrite de la localité date de 1386.

## Transports
Par la route, Radíč se trouve à 10 km de Příbram et à 63 km de Prague